# أنطوان هوبير
أنطوان هوبير (النطق الفرنسي: [ɑ̃twan ybɛʁ]؛ 22 سبتمبر 1996 - 31 أغسطس 2019) كان سائق سباق محترف فرنسي. وكان بطل سلسلة 2018 GP3. لقد توفي عن عمر يناهز 22 عامًا، إثر تعرضه لحادث أثناء سباق الجائزة الكبرى لسباق فورمولا 2 فيا سبا-فرانكورشامبس 2019 على حلبة دي سبا فرانكورشومب.

## روابط خارجية
- أنطوان هوبير على موقع Racing-Reference.info (الإنجليزية)
- أنطوان هوبير على موقع DriverDB.com (الإنجليزية)